# 黑褐千里光
黑褐千里光（学名：Senecio atrofuscus）是菊科千里光属的植物，为中国的特有植物。分布在中国大陆的西藏等地，生长于海拔3,900米的地区，常生于高山草坡，目前尚未由人工引种栽培。